# Тубак
Тубак (Тубек; тадж. Тӯбак) — село в районе Рудаки Республики Таджикистан. Входит в состав джамоата (сельской общины) Лохур района Рудаки.
Находится на расстоянии 7 км от райцентра (пгт. Сомониён) и 2 км от центра общины (село Лохур).
Население — 3212 чел. (2017).